# Gaviões-boa-vista

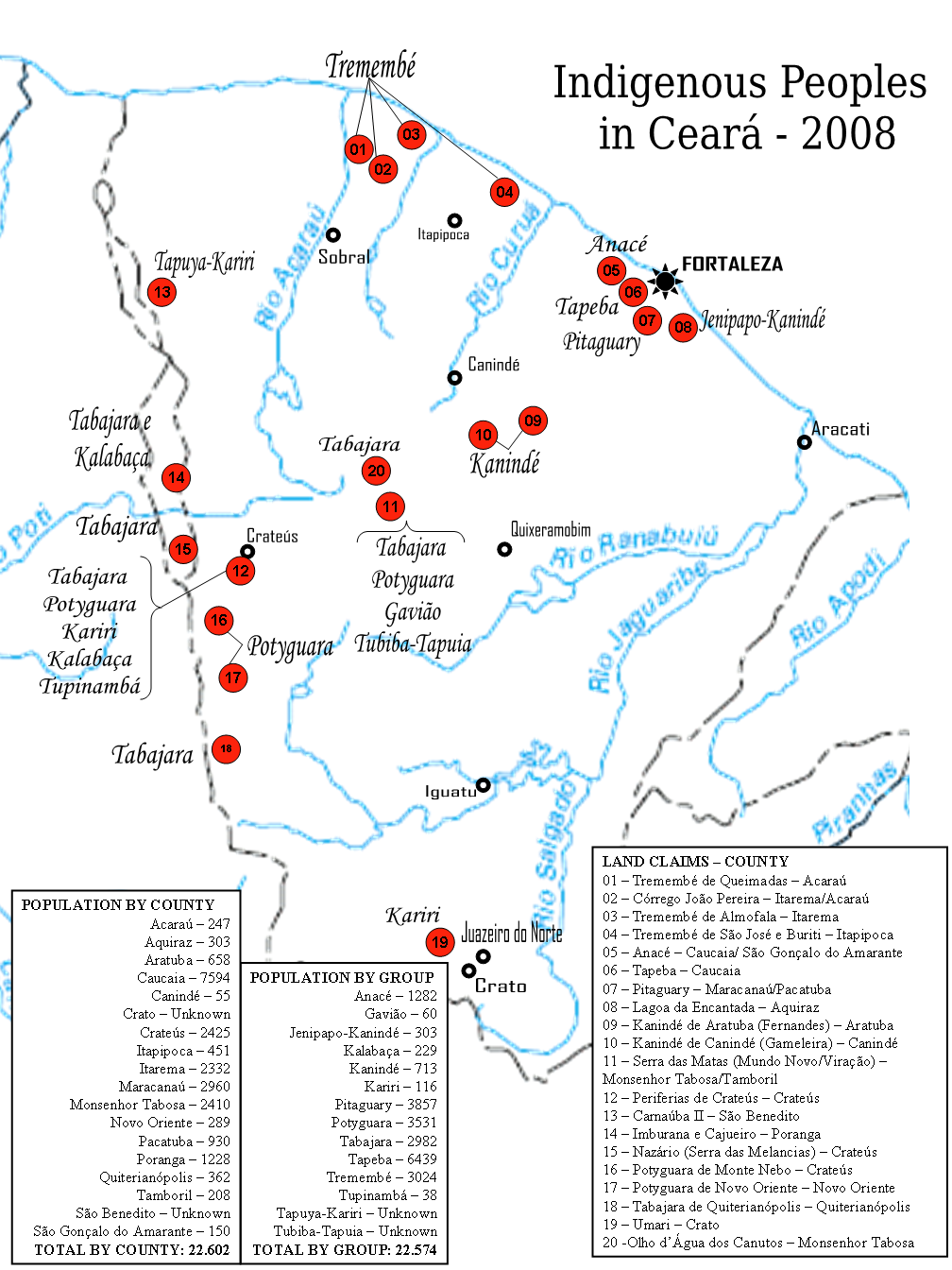
Mapa indicando a presença indígena contemporânea no Ceará. Fontes: FUNAI e FUNASA

Gavião-boa-vista é um povo indígena que habita a Aldeia Boa Vista no Complexo Étnico da Serra das Matas no município brasileiro de Monsenhor Tabosa (Ceará). Sua população estimada é de 56 pessoas. Segundo a tradição oral eles descende do relacionamento de Maria Gavião com um Índio Gavião no Piaui. Tudo indica que este índio Gavião seja um integrante da Etnia Gavião do Oeste ou seja um índio Timbira, de Língua Macro-Jê, da Tribo Pucobié ou Pykopjê do Maranhão.